# Humlesläktet
Humlesläktet är ett växtsläkte inom familjen hampväxter. Släktet innehåller tre arter från tempererade Eurasien. Humle (H.lupulus) odlas som ölkrydda, men också som prydnadsväxt. Japansk humle (H. japonicus) används som ettårig utplanteringsväxt.
Humlesläktets arter är ett- till fleråriga klättrande örter. De är tvåbyggare, med han- och honindivider. Bladen har bladskaft och är motsatta med hjärtlik bas. Blommorna sitter i hängande ställningar, hos hanblommorna är dessa grenande. Hanblommorna är femflikiga med fem ståndare. Honblommorna kottelika samlingar och har en tvådelad pistill.